# Carlia fusca
Carlia fusca (коричневий чотирипалий сцинк) — вид сцинкоподібних ящірок родини сцинкових (Scincidae). Ендемік Індонезії. Низку популяцій, яких раніше відносили до цього виду, було описано як окремі види.

## Поширення і екологія
Carlia fusca мешкають в прибережних районах на північному заході Нової Гвінеї, зокрема на півострові Чендравасіх, а також на островах Раджа-Ампат та на островах Япен, Нумфор і Біак. Вони живуть на сонячних галявинах вологих тропічних лісів, трапляються в заболочених місцевостях. Зустрічаються на висоті до 200 м над рівнем моря. ведуть денний спосіб життя, живляться комахами.